# Geseko von Lüpke

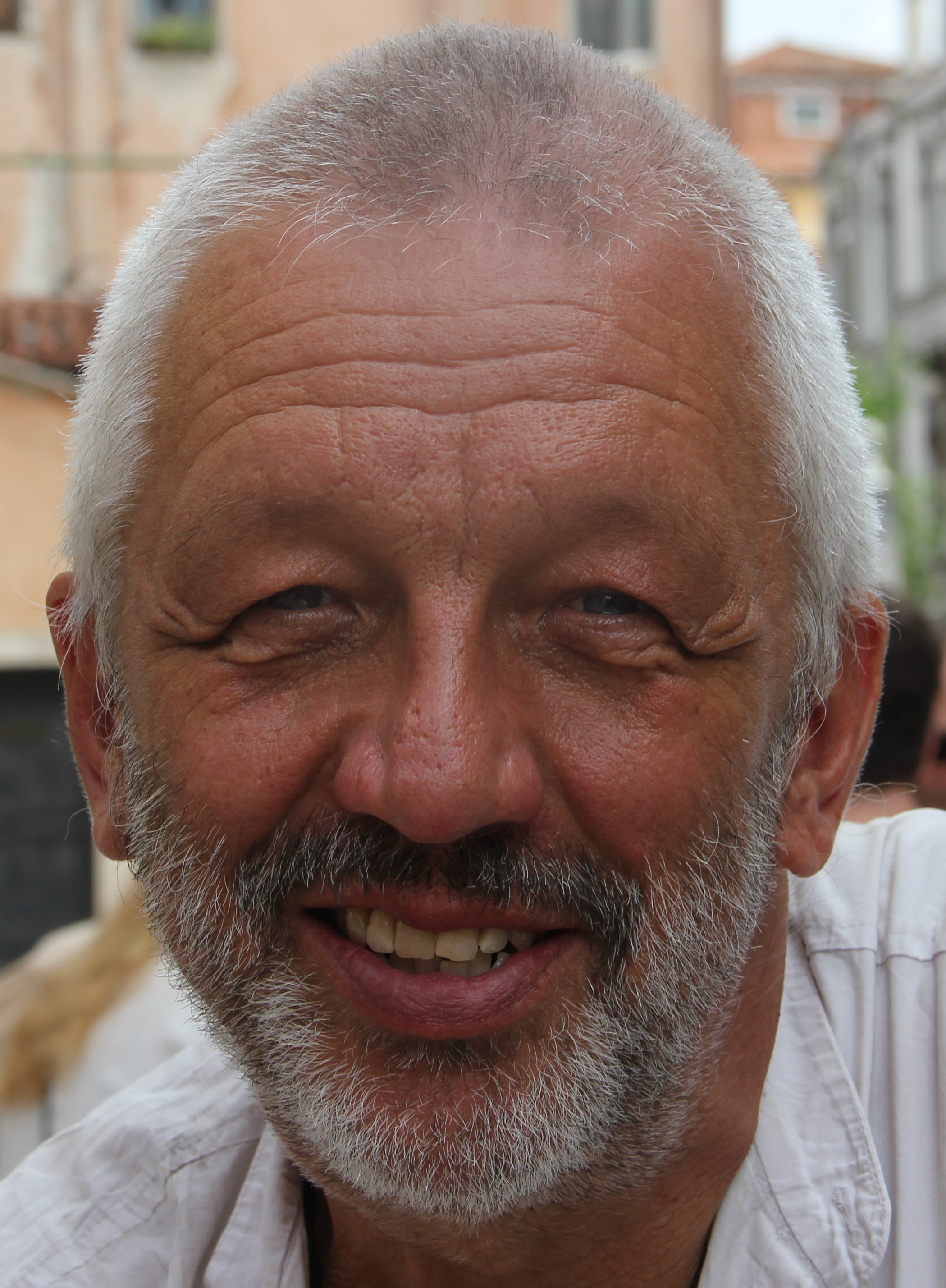
Geseko von Lüpke (2020)

Geseko von Lüpke (* 7. Juni 1958 in Fürstenfeldbruck) ist ein Journalist für Rundfunk und Printmedien und Autor. Seine Veröffentlichungen haben einen Schwerpunkt im Bereich der Ökologie und Nachhaltigkeit. Bekanntheit erlangte er durch Beiträge im Bayerischen Rundfunk und anderen öffentlich-rechtlichen Funkhäusern.

## Ausbildung
Geseko von Lüpke studierte Politikwissenschaft, Völkerkunde und Journalismus. Sein Studium begann er an der Westfälischen Wilhelms-Universität Münster, den Abschluss machte er an der Ludwig-Maximilians-Universität München (Magister 1986, Promotion 1989). Es folgte eine zweijährige Tätigkeit als Assistent in der Stiftung Wissenschaft und Politik, die das Bundeskanzleramt politisch berät. Dort schrieb er seine Doktorarbeit über chinesische Außen- und Wiedervereinigungspolitik, die im Institut für Asienkunde veröffentlicht wurde. Nach Studienabschluss besuchte er zwischen 1988 und 1990 die Deutsche Journalistenschule in München. Seitdem arbeitet er als freier Journalist für alle öffentlich-rechtlichen Rundfunkanstalten, für verschiedene Zeitungen und Zeitschriften. Bis in die 90er beschäftigte er sich mit ökologischen Fragestellungen, später die Aktivitäten der internationalen Zivilgesellschaft sowie auf Entwicklungen und Modelle des kulturellen Wandels. Seit 2017 lebt und arbeitet er in der ökologischen Gemeinschaft Sulzbrunn bei Kempten im Allgäu, wo er internationale Kultur- und Bildungs-Symposien entwickelt und durchführt, so 2019 das Symposium Rebellen*innen des Friedens. Geseko von Lüpke ist Vater von drei Kindern aus zwei Partnerschaften.

## Autor und Journalist
Geseko von Lüpke ist Autor zahlreicher Bücher. Seine Recherchen führten ihn zu Begegnungen mit bedeutenden und charismatischen Menschen in aller Welt, die er in mehreren Interview-Bänden veröffentlichte. Es sind Vertreter einer neuen Wissenschaft, einer ganzheitlichen Ökologie und Kulturkritiker. Darunter der philippinische Soziologe, Umweltaktivist und Träger des Alternativen Nobelpreises Nicanor Perlas, der australische Umweltaktivist John Seed, der sich für den Erhalt des subtropischen Regenwaldes einsetzt, sowie die buddhistische Öko-Philosophin Joanna Macy aus Berkeley, dem norwegischen Philosoph und Mitbegründer der Tiefenökologie Arne Naess und dem amerikanischen Kulturkritiker Charles Eisenstein.
Seit 1995 konzentrierten sich seine journalistischen und politikwissenschaftlichen Recherchen auf die Preisträger des Alternativen Nobelpreises der schwedischen Right Livelihood Foundation, die seit 1980 internationale Pioniere und Projekte für eine nachhaltige, friedliche, gerechte und interkulturelle Zukunft auszeichnet. Über deren Ansätze veröffentlichte v. Lüpke zwei Bücher, viele Artikel und Rundfunk-Sendungen und organisierte (u. a. mit dem Goethe-Institut, Universitäten und Fachhochschulen) zahlreiche internationale Konferenzen, Netzwerktreffen und Fortbildungen.
In seinem Werk Mitwelt statt Umwelt geht Geseko von Lüpke davon aus, dass ein Grundproblem der ökologischen Krise in der Abtrennung des Menschen von seiner natürlichen Umgebung liegt und plädiert für ein Welt- und Menschenbild der tiefen Verbundenheit zwischen Mensch und Natur (Mitwelt statt Umwelt). Darin bezieht er sich auch auf seinen langjährigen Mentor, Freund und Lehrer, dem 2012 verstorbenen deutschen Quantenphysiker und alternativen Nobelpreisträger Hans-Peter Dürr, mit dem er gemeinsam der Organisation Global Challenges Network vorstand. Bis heute publiziert er dazu Magazinbeiträge und Hörfunkfeatures im öffentlich-rechtlichen Rundfunk. Während der Corona-Pandemie 2020 erschienen verschiedene Beiträge zum Thema Corona und Wandel.
Probleme gab es wegen seines Buches Politik des Herzens, welches 2003 zuerst im Arun-Verlag veröffentlicht wurde. Dieser Verlag geriet wegen der früheren Mitgliedschaft des Verlegers in rechten Gruppen in Verruf, woraufhin dieser den Verlag wechselte.

## Tätigkeit als Seminarleiter
Seit 2000 ist Geseko von Lüpke neben seiner Arbeit als Autor und Schriftsteller auch als Seminarleiter Ökopsychologie, Ökopädagogik und Tiefenökologie tätig, als Ausbilder in den Bereichen (seit 2005) und war 2001 Mitbegründer des 'Netzwerks Visionssuche', einem Berufsverband ökopsychologisch und initiatorischer Seminarleiter.
In seiner ökologischen Seminararbeit vermittelt er in Theorie und Praxis ein ganzheitliches Mitwelt-Verständnis, das sich an der Tiefenökologie und Joanna Macys Work that reconnects orientiert. Er nahm teil an Fortbildungen in Ökopädagogik und Wildniswissen von Tom Brown, 1996 am Holon Training in ganzheitlicher Ökologie bei der deutschen Gesellschaft für Angewandte Tiefenökologie, an Trainings bei Joanna Macy, Donella Meadows, Arne Naess, Fritjof Capra, sowie 1999 einer Ausbildung in Ökopsychologie und Übergangsriten bei Meredith Little und Steven Forster in Kalifornien. Er ist Gastredner und Referent auf Tagungen und Kongressen zum Thema „Lernen in der wilden Natur“.

## Auszeichnungen
Mehrere Sendungen von Geseko von Lüpke wurden ausgezeichnet. Den Medienpreis „Entwicklungspolitik“ überreichten ihm 2006 der damals amtierende Bundespräsident Horst Köhler und die Bundesministerin Heidemarie Wieczorek-Zeul für seine Rundfunkreportage „Das Wunder in der Wüste. Wie eine ägyptische Ökofarm zum nachhaltigen Gesellschaftsmodell wurde“, ein Hörfunkfeature über die ägyptische Entwicklungshilfe Sekem, welches zuerst am 24. Oktober 2005 im Bayerischen Rundfunk, auf Bayern 2 in der Sendereihe „Nahaufnahme“ lief.
- 2005: Goldener Bobby für den besten Kurzbeitrag (Rubrik ‚Glosse‘) im Programm Bayern 2, Bayerischer Rundfunk
- 2006: Medienpreis Entwicklungspolitik für die Rundfunkreportage „Das Wunder in der Wüste. Wie eine ägyptische Ökofarm zum nachhaltigen Gesellschaftsmodell wurde“, Bayerischer Rundfunk, 2005[9]
- 2006: BIO-Journalistenpreis, der Bio-Fachbranche für die Rundfunk-Reportage „Das Wunder in der Wüste. Wie eine ägyptische Ökofarm zum nachhaltigen Gesellschaftsmodell wurde“, Bayerischer Rundfunk, Redaktion Bayer 2, Nahaufnahme, Erstsendung 24. Oktober 2005[10]
- 2009: Hoimar v. Ditfurth-Preis für die beste journalistische Leistung von ökofilmtour für Konzept und Text des Films: „Sekem – Mit der Kraft der Sonne“ von Bertram Verhaag

## Bücher und Veröffentlichungen
- Sylvia Koch-Weser/Geseko von Lüpke: Vision Quest. Visionssuche. Allein in der Wildnis auf dem Weg zu sich selbst, 2000, 2003, 2006, 2012, 2018, Ariston Verlag, ISBN 978-3-7205-2164-2 und 2015 Drachen Verlag, ISBN 978-3-927369-89-4
- Geseko von Lüpke: Die Alternative. Wege und Weltbilder des Alternativen Nobelpreises. Visionäre, Pfadfinder, Pioniere, 2003 W. Bertelsmann Verlag/Verlag Riemann, ISBN 978-3-570-50031-6
- Geseko von Lüpke: Politik des Herzens. Nachhaltige Konzepte für das 21. Jahrhundert. Gespräche mit den Weisen unserer Zeit, Arun-Verlag, 2003, 2006, 2012, 2014, 2019 Arun-Verlag, ISBN 978-3-86663-101-4
- Peter Erlenwein/Geseko von Lüpke: Projekte der Hoffnung. Ausblicke auf eine andere Globalisierung, 2006, 2007, 2010 Oekom-Verlag ISBN 978-3-86581-006-9
- Geseko von Lüpke: Altes Wissen für eine neue Zeit. Gespräche mit Heilern und Schamanen des 21. Jahrhunderts, 2008, 2012, 2014, 2017, 2020, Kösel-Verlag, ISBN 978-3-466-34526-7
- Geseko von Lüpke: Zukunft entsteht aus Krise. Antworten von Joseph Stiglitz, Vandana Shiva, Wolfgang Sachs, Joanna Macy, Bernard Lietaer u.a. 2009, Verlag Riemann, ISBN 978-3-570-50112-2

## Projekte (Auswahl)
- 2005: Planung und Durchführung der fünftägigen Konferenz „Die Alternative. Ausblicke auf eine andere Globalisierung“ mit 13 alternativen Nobelpreisträgern in der Zentrale des Goethe-Instituts, München
- 2005/2006: Inhaltliche Mitarbeit am ‚Potsdamer Manifest‘ zum 50. Todestag von Albert Einstein mit Hans-Peter Dürr uva., Potsdam 2005
- 2005/2006: Sozialwissenschaftliche und transkulturelle Forschung am Zukunftsprojekt ‚SEKEM’ in Bilbeis, Teilnahme an der Erstellung des Curriculums der nachhaltigen Heliopolis-University' der Sekem-Gemeinschaft, Ägypten
- 2007: sozialwissenschaftliches Forschungsprojekt über „Zivilgesellschaftliche Innovation und assoziative Wirtschaftsformen“ für die ‚Stiftung Edith Mayon’, Basel
- 2007 – 2015: Planung, Organisation und Moderation der Tagung ‚Projekte der Hoffnung‘ mit BeNE-Netzwerk München, Münchner Schulen, Hochschule München mit alternativen Nobelpreisträgern
- 2008 – 2018: jährliche Moderationen der Reihe 'Projekte der Hoffnung' in Bregenz Österreich mit PreisträgerInnen des 'Alternativen Nobelpreises`
- 2009: Gründung der ‚Zukunftspioniere‘ mit Kathleen Battke und Thomas Bebiolka als Pilotprojekt einer Zukunftsakademie für zivilgesellschaftliche Bildung
- 2010: Vorbereitung, Organisationsleitung und Öffentlichkeitsarbeit zur Konferenz „Kurswechseln. 30 Jahre Alternativer Nobelpreis“ mit 74 PreisträgerInnen und 200 Events in Bonn
- 2010: bis heute: Mitglied des Vorstandes von „Global Challenges Network“ NGO, München, in enger Zusammenarbeit mit Prof. Hans-Peter Dürr (gest. 18. Mai 2014)
- 2019: Planung und Durchführung der international besetzten 'Sulzbrunner Symposien': „Rebellen des Friedens“ zum Thema 'Spiritualität und politischer Aktivismus', Sulzbrunn
- 2020: Planung und Durchführung der international besetzten 'Sulzbrunner Symposien': „radikALTERnativ“ über eine 'Eine neue Kultur des Alterns', Sulzbrunn